# Krasnoščëkovo
Krasnoščëkovo (in russo Краснощёково?) è un villaggio del settore meridionale della Siberia Occidentale situato nel Territorio dell'Altaj,  in Russia. È il centro amministrativo del distretto Krasnoščëkovskij. 
La località si trova 278 km a sud della capitale Barnaul.